# 루슬라나
루슬라나(우크라이나어: Русла́на)라는 이름으로 알려져 있는 루슬라나 스테파니우나 리지치코(우크라이나어: Русла́на Степа́нівна Лижи́чко, 1973년 5월 24일~)는 우크라이나의 싱어송라이터, 음악 프로듀서, 피아노 연주자이다.
월드 뮤직 어워드 우승자, MTV 유럽 뮤직 어워드 지명 아티스트, 유로비전 송 콘테스트 2004 우승자이며 본인이 직접 노래와 뮤직 비디오를 작사, 작곡, 프로듀싱한다. 1995년 12월 28일에 우크라이나의 레코드 프로듀서인 올렉산드르 크세노폰토프(Oleksandr Ksenofontov)와 결혼하였다. 이들은 1993년부터 LuxenBourg Studio를 직접 경영하며 라디오 및 영화 예고편을 생산하고 있다.
유로비전 송 콘테스트 2004에서 Wild Dances란 곡으로 35개 참가국 가운데 34개국으로부터 점수를 얻었고, 이 곡은 2008년에 출시된 록스타 게임즈의 비디오 게임인 Grand Theft Auto IV의 삽입곡 중의 하나로 쓰이면서 세계적으로 널리 알려졌다. 2013년부터 2014년까지 우크라이나에서 일어난 반정부 시위인 유로마이단과 그 이후에 일어난 혁명에 참가하였다.

## 수상 및 지명
| 연도 | 사회자                             | 상 이름                                         | 결과 |
| ---- | ---------------------------------- | ----------------------------------------------- | ---- |
| 2004 | 유로비전 송 콘테스트               | 1등 "Wild Dances"                               | 수상 |
| 2004 | Marcel Bezençon 상                 | Artistic Award "Wild Dances"                    | 수상 |
| 2004 | 월드 뮤직 어워드                   | Best Selling Ukrainian Artist "Wild Dances"     | 수상 |
| 2004 | MAD TV 비디오 뮤직 어워드 (그리스) | Best International Video "Wild Dances"          | 수상 |
| 2004 | 아리온 뮤직 어워드 (그리스)        | Best Selling International Single "Wild Dances" | 수상 |
| 2005 | Romanian Most Loved Awards         | Most Loved International Singer                 | 수상 |
| 2009 | 아시아 송 페스티벌                 | The Special Award                               | 수상 |
| 2009 | 아시아 송 페스티벌                 | Best Artist                                     | 수상 |

## 같이 보기
- 유로비전 송 콘테스트 2004
- 우크라이나의 유로비전 송 콘테스트 참가